# Cayman Togashi
Cayman Togashi (født 10. august 1993) er en japansk fodboldspiller.
Han har spillet for flere forskellige klubber i sin karriere, herunder Yokohama F. Marinos og FC Tokyo.